# Lingue muskogean

Le lingue muskogean (endonimo: Muškokian), sono una famiglia linguistica di lingue native americane parlate nel sud-est degli Stati Uniti d'America. Vengono generalmente divise in due rami principali: orientale ed occidentale, anche se questa distinzione è controversa. 

## Classificazione interna
La famiglia muskogean è stata suddivisa secondo due alberi concorrenti. La classificazione tradizionale venne proposta da Mary Haas, la versione più recente, è stata proposta da Pamela Munro.

### Classificazione di Haas
- Muskogean occidentale
  - Chickasaw
  - Choctaw
- Muskogean orientale
  - Muskogean centrale
    - Lingue apalachee-alabama-koasati
      - Alabama-koasati
        - Alabama
        - Koasati

      - Apalachee

    - Hitchiti-mikasuki

  - Creek

### Classificazione di  Munro
- Muskogean settentrionale
  - Creek e seminole
- Muskogean meridionale
  - Muskogean del sud-ovest
    - Apalachee
    - Alabama-koasati
      - Alabama
      - Koasati

    - Muskogean occidentale
      - Chickasaw
      - Choctaw

  - Hitchiti et mikasuki

## Relazioni con altre lingue
Haas (1951, 1952) ha suggerito che le lingue Muskogean avrebbero potuto far parte di un gruppo più grande che aveva chiamato «Gulf» (stava per lingue del Golfo del Messico), composto da Muskogean, Atakapa,  Chitimacha,  Tunica e natchez. Queste relazioni furono però oggetto di controversia. Alcuni studiosi, come Campbell (1997) rigettarono il gruppo Gulf. Altri suggerirono relazioni con la lingua dei Yamasee, ma non si conosce molto su questi ultimi, è possibile che gli Yamasee provenissero da differenti gruppi etnici e non parlassero tutti la stessa lingua..